# National Highway 209
National Highway 209 (NH 209) ist eine Hauptfernstraße im Süden des Staates Indien mit einer Länge von 456 Kilometern. Sie beginnt in der Metropole Bangalore (Bengaluru) im Bundesstaat Karnataka und führt nach 170 km durch diesen Bundesstaat weitere 286 km durch den benachbarten Bundesstaat Tamil Nadu, wo sie über Coimbatore und Palani verläuft und in Dindigul am NH 7 endet.